# 山形石雄
山形 石雄（やまがた いしお、1982年 -）は、日本のライトノベル作家。神奈川県出身

## 人物
大学在学中の2005年に『戦う司書と恋する爆弾』で第4回スーパーダッシュ小説新人賞大賞を受賞。2008年3月、ウェブコミック配信サイト『ウルトラジャンプエッグ』にて篠原九の画で漫画化された。2009年10月2日より、アニメ化された。
その後、『六花の勇者』も続いて2015年7月よりアニメ化された。
第12回、第13回のスーパーダッシュ小説新人賞の最終選考審査員を務めた。
その後、第7回集英社ライトノベル新人賞（2017年度）の最終選考審査員を務めて以降、丈月城と共に第11回(2021年度)に至るまで最終選考審査員を連続して務めている。

## 作品

### スーパーダッシュ文庫
- 戦う司書シリーズ - 全10巻
- 六花の勇者 - 既刊7巻（2011年 - 、第5巻からダッシュエックス文庫より刊行。）